# Alvarado (stacja metra)
Alvarado – stacja metra w Madrycie, na linii 1. Znajduje się w dzielnicy Tetuán, w Madrycie, jest pomiędzy stacjami Estrecho i Cuatro Caminos. Została otwarta 6 marca 1929.